# 曹洞宗内紛
曹洞宗内紛（そうとうしゅうないふん）は、明治時代に曹洞宗で起きた内紛事件のことである。

## 概要
曹洞宗内では、開祖道元が開山である永平寺と、太祖瑩山紹瑾が開いた能登の總持寺の住職が、交互に宗派の管長を勤める両本山交替管長制度をとっていた。数百年来両山の確執は絶えなかったが、明治維新の頃には、積極的な總持寺派が永平寺派の10倍以上の末寺を保有するまでに勢力を伸長していた。
明治元年（1868年）6月、新政府が両山に対して沙汰書を発給し、ようやく調停が成立した。新政府から下ったのは、弱体化していた永平寺派にとって有利な裁定であった。ゆえに東京都港区高樹町（現在の西麻布）にある、大本山永平寺別院長谷寺に井上馨の先祖代々の霊碑を創建したのは、井上に対する恩に報いたものと考えられている。
また逸話として、内務大臣時代の井上が両山の僧侶を招いて料理を振る舞った際、「観樹将軍回顧録」によれば、井上は食事時に事前の調査に基づいて、精進を厳守している僧には精進の膳、破戒の僧には肉類の膳を出した。僧たちは膳に手をつけず、黙って顔を見合わせるばかりであったという。このことは、海鮮配膳として広く知られたという。